# سعید شهلاپور
سعید شهلاپور (زاده ۱۳۲۳ در تهران) مجسمه‌ساز ، نقاش ، معمار و چاپگر ایرانی است.

## فعالیت‌ها
نخستین حضور رسمی شهلاپور در دنیای هنر به شرکت در بینال تهران به سال ۱۳۴۳ برمی گردد، زمانی که او هنوز در دبیرستان بود و اثر خود را از مشهد به این بینال می‌فرستاد. پس از ورود به دانشگاه، نخستین نمایشگاه انفرادی (نقاشی) را در ۱۳۴۷ در تالار قندریز برگزار کرد. پس از رخداد انقلاب، به‌دنبال فعالیت‌های سیاسی چپ وقفهٔ چندساله و ناخواسته‌ای در کار او پدید آمد. نخستین نمایشگاه او پس از انقلاب در گالری پافر به نمایش درآمد (۱۳۶۷) و در سال ۱۳۶۸ به کلاردشت کوچ کرد و مشغول ساخت و ساز شد، کارگاه مجهزی در آنجا دایر نمود و از آن هنگام تا به امروز پیوسته به نقاشی، مجسمه‌ سازی و چاپ دستی مشغول بوده‌است.
سعید شهلاپور سال‌ها در رشته‌های مختلف هنری به‌ویژه مجسمه‌ سازی تدریس و شاگردان بسیاری تربیت کرده‌است. از فعالیت‌های آموزشی او می‌توان به تدریس در کانون پرورش فکری کودکان و نوجوانان (۱۳۴۹)، تدریس تاریخ هنر در هنرستان هنرهای زیبای تهران (۱۳۵۰–۵۹)؛ تدریس مجسمه ‌سازی در دانشکده هنرهای تزئینی تهران (۱۳۵۸–۵۹)؛ تدریس مجسمه‌ سازی در دانشگاه هنر تهران (۱۳۸۴–۱۳۹۴) اشاره کرد. او همچنین با راه‌اندازی و حضور در پروژه‌های متعدد مجسمه‌ سازی عمومی در توسعه کمّیِ این شاخه نقش مهمی داشت.
از فعالیت‌های صنفی و حرفه‌ای سعید شهلاپور می‌توان به این موارد اشاره کرد: عضویت در گروه نقاشان تالار قندریز (۱۳۴۸–۱۳۵۷)؛ دبیر، مجری و عضو هیئت داوران چهارمین دوسالانه مجسمه ‌سازی تهران (۱۳۸۴)؛ داوری پنجمین دوسالانه مجسمه‌ سازی تهران؛ عضو شورای سیاستگذاری سمپوزیوم مجسمه‌ سازی تهران (دوم تا هفتم)؛ داور سمپوزیوم‌های دوم، چهارم و نهم تهران؛ مشاور، داور و عضو شورای مجسمه‌ سازی سازمان زیباسازی شهر تهران از سال ۱۳۸۴ تا کنون؛ عضو شورای سیاستگذاری و داور دوسالانه‌های مجسمه ‌سازی شهری تهران؛ عضو شورای سیاستگذاری و داور اولین سمپوزیوم مجسمه‌ سازی کیش؛ هنرمند مدعو در سمپوزیوم‌های مجسمه ‌سازی کرمان، اصفهان، و مشهد.
در کارنامهٔ سعید شهلاپور برگزاری ۸ نمایشگاه انفرادی آثار مجسمه ‌سازی و نقاشی در تهران و رشت به چشم می‌خورد.
از دیگر فعالیت‌های او شرکت در نمایشگاه‌های گروهی متعدد، از جمله:
دوسالانهٔ نقاشی، تهران، ۱۳۴۳
۶ نمایشگاه گروهی مجسمه و نقاشی، تالار قندریز، ۱۳۴۷–۱۳۵۴
نمایشگاه گروهی سفارت فرانسه، تهران، ۱۳۷۵
دوسالانهٔ تهران، هنرمند مدعو، ۱۳۷۶
نمایشگاه ۶ مجسمه ‌ساز، گالری آریا تهران، ۱۳۷۶
نمایشگاه جلوه‌های چهره‌نگاری، گالری آریا، ۱۳۷۶